# 长柄假脉蕨
长柄假脉蕨（学名：Crepidomanes racemulosum）为膜蕨科假脈蕨属下的一个种。

## 扩展阅读
- 維基物種上的相關：长柄假脉蕨